# Cincopuntismo
Por cincopuntismo se conoce los pactos establecidos en los años 1960 entre la Confederación Nacional de Sindicatos, el sindicato vertical del franquismo, y un sector procedente de la anarcosindicalista Confederación Nacional del Trabajo (CNT). Recibe su nombre de un pacto en que se formulaban cinco puntos de acuerdo y que fue firmado entre junio y julio de 1965 por miembros de la CNT del interior (a título individual) y representantes de la Confederación Nacional de Sindicatos, un organismo oficial franquista. En noviembre de ese mismo año la prensa franquista difundía el contenido de estos acuerdos. Mientras tanto, la firma de estos acuerdos fue objeto de un rechazo mayoritario por parte de la mayoría de las regionales de la CNT del interior.
Con esta operación el franquismo perseguía vaciar de contenido a la CNT y aprovechar el prestigio histórico de ésta entre los trabajadores para legitimar las organizaciones del sindicato vertical. Ante el rechazo mayoritario entre los cenetistas (y de forma especial en el exilio) fueron detenidos los miembros del Comité Nacional de la CNT, cuyo Secretario era entonces Fidel Gorrón. Por primera vez eran juzgados en la jurisdicción ordinaria y no -como era habitual hasta el momento en el franquismo- por la militar (como delito de rebelión).
Entre los cincopuntistas se puede enumerar a Lorenzo Íñigo Granizo, Francisco Royano, Saturnino Carod, Sebastián Calvo y posteriormente Enrique Marco Nadal.